# Wild Life (песня OneRepublic)
 "Wild Life" — сингл американской музыкальной группы OneRepublic, выпущенный 25 сентября 2020 года как единственный сингл из саундтрека к фильму «Облака» (Music from the Disney + Original Movie) и сингл из альбома Human.

## Описание
Это главная песня фильма «Облака», в центре которого жизнь музыканта Зака Собича, скончавшегося в 2013 году в возрасте 18 лет.

## Клип
Видео, снятое Кристианом Лэмбом, было размещено 10 ноября 2020 года на канале группы на YouTube и показывает сцены из фильма, чередующиеся с фронтменом Райаном Теддером, поющим песню.

## Отслеживание
1.Wild Life  4:27